# 12 (tal)
12 (tolv (fil)) är det naturliga talet som följer 11 och som följs av 13. Talet utgör basen i duodecimalsystemet.
- Hexadecimala talsystemet: C
- Binärt: 1100
- har primfaktoriseringen 22·3
- Delbarhet: 1, 2, 3, 4, 6 och 12.

## Inom vetenskapen
- Magnesium, atomnummer 12
- 12 Victoria, en asteroid
- M12, klotformig stjärnhop i Ormbäraren, Messiers katalog

## Om talet
Talet 12 har stort symboliskt värde i historien och används som utgångspunkt i många sammanhang. Några exempel är följande:
- Kristendomens apostlar är tolv till antalet.
- Judendomens stammar är tolv till antalet.
- Imamiternas imamer är tolv till antalet.
- Året är indelat i tolv månader.
- Klockans urtavla är indelad i tolv timmar.
- Utgör det avslutande talet av våra enmorfemiga räkneord (1 till 12).
- Inom musiken är antalet tonklasser tolv.

Att vi delar in dygnet i 12 + 12 timmar och året i 12 månader härstammar från babylonierna som i sin tur ärvde sin tideräkning från sumererna som hade ett talsystem med talbasen 12. Utifrån detta delade man i dygnet i tolv ljusa och tolv mörka timmar vilket innebar att timmarna var olika långa beroende på årstid. Detta ändrades 150 f.Kr. då den grekiske astronomen Hipparchos standardiserade tideräkningen så att varje timme var lika lång. 
Många arkitekter har till exempel använt sig av talets betydelse när de skapat sina verk. Ett exempel är de svenska arkitekterna Gunnar Asplund och Sigurd Lewerentz som i sina ritningar till skogskyrkogården i Stockholm flitigt använt sig av tolv trappsteg, tolv kolonner m.m

## Talteori
- ν(12) = 6
- σ(12) = 28 (12 är ymnigt)
- φ(12) = 4
- μ(12) = 0
- 12 är ett jämnt tal.
- 12 är ett rektangeltal
- 12 är ett dodekagontal
- 12 är ett pentagontal.
- 12 är ett superymnigt tal
- 12 är ett mycket högt sammansatt tal
- 12 är ett kolossalt ymnigt tal
- 12 är ett mycket ymnigt tal
- 12 är ett Harshadtal
- 12 är ett Perrintal
- 12 är ett palindromtal i det kvinära talsystemet.
- 12 är ett ikosaedertal.